# 712 TCN
712 TCN là một năm trong lịch La Mã.